# Wspinaczka sportowa na World Games 2009
Wspinaczka sportowa na World Games 2009 odbywała się w dniach 18 – 19 lipca w Shoushan Junior High School w Kaohsiung.

## Uczestnicy
| - Australia - Austria - Brazylia - Chiny - Czechy - Hiszpania - Francja - Indonezja - Japonia - Korea Południowa | - Meksyk - Nowa Zelandia - Polska - Rosja - Słowenia - Chińskie Tajpej - Ukraina - Stany Zjednoczone - Wenezuela |

Reprezentacja Polska liczyła 2 zawodników, którzy startowali we wspinaczce na czas;
- Edyta Ropek (zajęła 5-8 miejsce), a Łukasz Świrk również był sklasyfikowany na 5-8 (oboje odpali w fazie ćwierćfinałowej)[2].

## Medale
| Konkurencja        | Złoto       | Srebro                 | Brąz               |
| Mężczyźni          |             |                        |                    |
| Wspinaczka na czas | Zhong Qixin | Jewgienij Wajcechowski | Maksym Stienkowy   |
| Prowadzenie        | Sachi Amma  | Patxi Usobiaga         | Romain Desgranges  |
| Kobiety            |             |                        |                    |
| Wspinaczka na czas | He Cuilian  | He Cuifang             | Olga Morazkina     |
| Prowadzenie        | Maja Vidmar | Kim Ja-in              | Caroline Cavaldini |

## Klasyfikacja medalowa
| Miejsce           | Reprezentacja     | Złoto | Srebro | Brąz | Razem |
| 01 !              | Chiny             | 2     | 1      | 0    | 3     |
| 02 !              | Japonia           | 1     | 0      | 0    | 1     |
| 02 !              | Słowenia          | 1     | 0      | 0    | 1     |
| 4                 | Rosja             | 0     | 1      | 1    | 2     |
| 5                 | Hiszpania         | 0     | 1      | 0    | 1     |
| 5                 | Korea Południowa  | 0     | 1      | 0    | 1     |
| 7                 | Francja           | 0     | 0      | 2    | 2     |
| 8                 | Ukraina           | 0     | 0      | 1    | 1     |
| Ogółem (8 państw) | Ogółem (8 państw) | 4     | 4      | 4    | 12    |